# بروکدیل (کالیفرنیا)
بروکدیل (به انگلیسی: Brookdale) یک منطقهٔ مسکونی در ایالات متحده آمریکا است که در شهرستان سانتا کروز، کالیفرنیا واقع شده‌است. بروکدیل ۹٫۹۶ کیلومتر مربع مساحت و ۴٬۲۸۲ نفر جمعیت دارد و ۱۲۳٫۴۵ متر بالاتر از سطح دریا واقع شده‌است.